# Correia de Almeida
Correia de Almeida é um distrito do município brasileiro de Barbacena, no interior do estado de Minas Gerais. Segundo o censo demográfico de 2022, realizado pelo Instituto Brasileiro de Geografia e Estatística (IBGE), sua população era de 3 048 habitantes e havia 1 066 domicílios particulares permanentes ocupados. Possui área de 35,95 km² conforme a Fundação João Pinheiro (FJP). Foi criado pela lei provincial nº 2.799 nº 863 de 3 de outubro de 1881.
De acordo com o IBGE, em 2010 a população era de 3 278 habitantes e havia 1 185 domicílios particulares.